# Adeguatezza della prestazione pensionistica
Per adeguatezza della prestazione pensionistica si intende la verifica del tasso di sostituzione calcolato su carriere standard di riferimento, al variare dello schema pensionistico con formula delle rendite predefinita nel caso di riforma previdenziale di un sistema pensionistico senza patrimonio di previdenza.
A seguito della riforma delle pensioni Dini è stata eliminata la pensione minima, per cui la valutazione della adeguatezza della prestazione pensionistica avviene solo come parametro di confronto tra prestazioni pensionistiche fornite da normative successive, ma non in termini assoluti.
Infatti in Italia l'importo dell'assegno sociale è al di sotto della soglia di povertà fissata dall'ISTAT. In definitiva la tutela previdenziale prevista in Italia in base all'articolo 38 della Costituzione e implementata secondo la teoria costituzionale nel diritto della previdenza sociale si attua tutelando con il principio del pro rata i beneficiari del furto intergenerazionale.
Quindi la valutazione della adeguatezza della prestazione pensionistica serve quindi a misurare l'applicazione del principio della discriminazione generazionale.

## Applicazione nel caso delle casse di cui al D.Lgs. 509/1996
L'"adeguatezza della prestazione pensionistica" o "adeguatezza della prestazione previdenziale", nell'ordinamento italiano, è la verifica richiesta agli enti pubblici gestori di forme di previdenza obbligatorie, nella redazione dei bilanci tecnici attuariali. L'adeguatezza della prestazione deve essere verificata ai sensi del D. Ministero del Lavoro e della Previdenza Sociale del 29/11/2007 ai sensi dell'art. 4.
"Art. 4. Adeguatezza delle prestazioni
1. Al fine di verificare l'adeguatezza delle prestazioni, il bilancio tecnico deve essere corredato dall'analisi dei tassi di sostituzione, al lordo e al netto del prelievo fiscale e contributivo, calcolati con parametri coerenti con le ipotesi demografiche e macroeconomiche sottostanti la proiezione degli equilibri finanziari di medio e lungo periodo di cui all'art. 2. Il calcolo dei tassi di sostituzione deve coprire l'intero periodo di previsione, con cadenza almeno decennale, e deve essere effettuato per alcune figure-tipo particolarmente significative, fra le quali, in ogni caso, quelle riferite ai soggetti che accedono al pensionamento con i requisiti minimi di età e di contribuzione, rispettivamente, per il pensionamento di anzianità e di vecchiaia previsti dall'ordinamento dell'Ente."

## La Riforma delle pensioni Fornero
La riforma ha previsto con l'art. 24 comma 28 del decreto "Salva Italia" l'insediamento di una commissione che nel valutare nuove possibilità di applicazione del metodo di calcolo contributivo a capitalizzazione simulata sulla crescita rispetti comunque il principio dell'adeguatezza della prestazione pensionistica.
Non viene comunque esplicitato in che cosa consiste tale principio.

### Leggi
- Decreto legislativo 30 giugno 1994, n. 509, in materia di "Attuazione della delega conferita dall'art. 1, comma 32, della legge 24 dicembre 1993, n. 537, in materia di trasformazione in persone giuridiche private di enti gestori di forme obbligatorie di previdenza e assistenza."
- Ministero del lavoro e della previdenza sociale - Decreto 29 novembre 2007 (PDF)[collegamento interrotto].
- Ministero del lavoro e della previdenza sociale - Decreto 29 novembre 2007.
- Decreto-legge 6 dicembre 2011, n. 201, articolo 24, in materia di "Disposizioni urgenti per la crescita, l'equita' e il consolidamento dei conti pubblici."

### News
- Laura Cavestri, Fornero: le Casse non hanno sostenibilità a 50 anni, in Il sole 24 ore. URL consultato il 29 marzo 2013.
- Pensioni: Fornero, non pensabile siano più lunghe della vita lavorativa, in ASCA. URL consultato il 3 aprile 2013 (archiviato dall'url originale il 25 ottobre 2013).
- La Cassa ragionieri prova l'attacco, in Il sole 24 ore. URL consultato il 29 marzo 2013.

### Web
- Problematiche di investimento e convenienza della previdenza complementare, su tesionline.it. URL consultato il 3 aprile 2013.